# Anomala ophthalmica
Anomala ophthalmica är en skalbaggsart som beskrevs av Carsten Zorn 2006. Anomala ophthalmica ingår i släktet Anomala och familjen Rutelidae. Inga underarter finns listade i Catalogue of Life.